# Sipario del TG4
Sipario del TG4 è stato un rotocalco televisivo a cura della redazione giornalistica del TG4, andato in onda dal 2000 al 2012 su Rete 4, che trattava argomenti di costume, moda, spettacolo e cronaca rosa.
Il programma andava in onda dallo Studio 3 di Palazzo dei Cigni, utilizzato fino al 2012 dal TG4. È stato curato da Daniele Molè dal 2000, che è anche stato caporedattore al TG4 (passato dopo il licenziamento di Emilio Fede alla redazione di Videonews).

## Storia del programma
Il contenitore è stato curato dall'allora direttore del telegiornale Emilio Fede e le prime conduttrici furono Elena Guarnieri e Francesca Senette, a cui si succederanno poi altre presentatrici, tutte scelte dal direttore, che si sono alternate alla guida del programma; tra queste ci sono state Alessandra Balletto, Mirca Viola, Antonella Mosetti, Vincenza Cacace, Eleonora Di Miele, Benedetta Massola, Elisabetta Gregoraci, Katia Pedrotti, Elena Barolo, Elenoire Casalegno, Teodora Rutigliano, Eleonora Pedron, Ellen Hidding, Raffaella Zardo. Fino al 2008 ha collaborato alla rubrica Gabriella Giammanco, poi deputato del PDL.
Dal gennaio 2008, dopo otto anni di messa in onda dal lunedì al venerdì alle 19:35, Sipario è andato in onda anche il sabato pomeriggio, durato un'ora ed è condotto dal direttore e da Raffaella Zardo: venivano proposti servizi di cronaca rosa e reportage su vari temi. Dal lunedì al venerdì, in coda all'edizione delle 18:55, veniva proposta un'edizione di 10 minuti, condotta solo da Raffaella Zardo con alcuni servizi di cronaca rosa. Dal 27 settembre 2008 Sipario va in onda anche in tarda serata intorno alle 00:40. Nella rubrica, condotta da Raffaella Zardo (che si occupa di cronaca rosa) era presente uno spazio per Emilio Fede, che intervistava ogni settimana un personaggio televisivo, e uno spazio con Carlo Rossella chiamato "Night Club". Dopo pochi mesi, tuttavia, la trasmissione tornò in onda nella consueta collocazione oraria delle 19:35 circa dopo il TG4 sempre condotta dalla Zardo, che per un breve periodo si è alternata ad Elenoire Casalegno. Negli ultimi anni è stata condotta sempre da Raffaella Zardo.
La sigla della trasmissione era Weak degli Skunk Anansie.
Durante la sigla del programma, in onda su Rete 4 dal 2003 al 2006, compare 2 secondi di video in cui George Clooney ride.

## La chiusura
La trasmissione è stata definitivamente cancellata il 28 marzo 2012 su decisione dell'allora direttore Giovanni Toti, in concomitanza con il licenziamento di Emilio Fede dal TG4.